# Федоренко Ярослав Юрійович
Ярослав Юрійович Федоренко — український політик, громадський діяч, депутат Київської міської ради IX скликання, голова постійної комісії з питань збереження та захисту культурної спадщини, голова наглядової ради ТОВ "Фірмова мережа «Київхліб».

## Біографія
Народився 26 серпня 1986 року у Києві.
Закінчив Київський політехнічний інститут, здобув вищу освіту за спеціальністю «Маркетинг» з кваліфікацією економіст-маркетолог.

## Громадська діяльність
З 2017 по 2023 рік очолював громадську організацію «Свідомі кияни», яка реалізовувала соціальні та культурні проєкти.
У 2018—2020 роках за його ініціативи реалізовано 53 проєкти Громадського бюджету в школах і дитячих садочках Дніпровського району на загальну суму 10 786 939 грн.
8 жовтня 2019 року Ярослав Федоренко внесений до Національного Реєстру Рекордів України за найбільшу кількість голосів за проєкти Громадського бюджету від одного автора.

## Політична діяльність
З 2020 року — депутат Київської міської ради IX скликання від фракції «Єдність».
З 08 грудня 2020 року по 30 серпня 2021 року — секретар Постійної комісії Київської міської ради з питань охорони культурної спадщини.
З 31 серпня 2021 року по 14 червня 2023 року — член Постійної комісії Київради з питань підприємництва, промисловості та міського благоустрою.
З 15 червня 2023 року по теперішній час — голова Постійної комісії Київради з питань збереження та захисту культурної спадщини.

## Волонтерська діяльність
Від початку повномасштабної збройної агресії Російської Федерації у 2022 році поєднує роботу з охорони культурної спадщини з активною волонтерською діяльністю: допомагає українським військовим, територіальній обороні, а також сприяє захисту та консервації об'єктів культурної спадщини, що перебувають під загрозою руйнування.